# 民事会社
民事会社（みんじがいしゃ）とは、商行為（同法501条の絶対的商行為・同法502条の営業的商行為）をなすことを業としない会社を指すものとして、かつて使われていた概念である。貸金業、農業、林業、漁業、鉱業などを営む会社が、これに該当する。
商行為をなすことを業とする目的で設立された商事会社（しょうじがいしゃ）に対立する概念であるが、対外的活動によって得た利益を構成員に分配することを目的とした法人（営利法人）である点で商事会社も民事会社も同質である。後述するように、法改正により、両者とも法的には同じ扱いを受けることとなったので、両者を区別する実益はほとんどなくなり、公証人法5条および鉄道抵当法80条2項に商事会社という文言が残されたのを除き、両者の区別は完全に廃止された。

## 旧民法・旧商法における取扱い
日本においては、明治初期の法典編纂期に、いわゆる私法の領域を民法と商法とに分ける大陸法の考え方を導入したが、その際、商法の適用範囲につき、商行為概念を中核にする考え方を原則とした（商行為主義）。つまり、問題となる法律関係が商行為に基づく場合は商法が適用されるという考え方である。このため、商法により定められた組織形態である会社の規律についても、商行為概念を媒介とすることになる。
すなわち、旧民法には現在の組合契約に相当する規定として会社契約の規定が置かれ、そこにおいては基本的に民事目的の会社、すなわち民事会社（現在の民法上の組合。ただし、営利目的・事業・職業目的に限定される点、法人化できる点において大きく異なる。）の規定が置かれ、商事目的の会社、すなわち商事会社については商法に委ねられた（ただし、民事会社であっても、「資本を株式に分つとき」は商法の規定が準用された）。これを受けて、旧商法に会社（商事会社）の規定が置かれ、合名会社や株式会社といった各形態の規定が置かれた。
なお、上記から明らかなように、ここでいう「民事会社」の語は、フランス法における"société civile"に相当し、現在でいう民法上の組合に相当するのであるから、後に言う「民事会社」とは全く異なる意味で用いられている。民事目的の株式会社については商法が準用されるものとされているが、これが、後に言う「民事会社」に相当する。

## 新民法・新商法制定時における取扱い
このような状況は、新民法・新商法においても概ね同様であった（ただし、新民法においては「会社」の語は「組合」に改められ、このことから「会社」の語は専ら商法上のものを指すこととなった。）。
つまり、商法典中に、商人の定義として「本法ニ於商人トハ自己ノ名ヲ以テ商行為ヲ為スコトヲ業トスル者ヲ謂フ」との規定（当時の4条）を、会社の定義として「本法ニ於テ会社トハ商行為ヲ為スコトヲ業トスル目的ヲ以テ設立シタル社団ヲ謂フ」（当時の42条）との規定を置き、民法典中に「営利ヲ目的トスル社団ハ商事会社設立ノ条件ニ従ヒ之ヲ法人ト為スコトヲ得」（当時の35条1項）との規定を置いた。このように、商行為をなすことを業とする社団法人については商法に規定を置き、商行為をなすことを業としない営利目的社団法人については民法に規定を置く態度が採られ、前者が商事会社、後者が民事会社と呼ばれた。
以上のことから、法律上は民事会社についても商法の規定が準用されていた（当時の民法35条2項）ものの、商事会社は商行為をすることを業とするがゆえに商人資格を有するのに対し、民事会社は商行為をすることを業としないから商人資格を有しないと理解されていた。

## 商法改正に伴う扱いの変遷
ところが、その後、商行為主義は商人主義的な修正をたびたび受けることとなる。
例えば、商事会社と民事会社はその根拠法が異なるため、商事会社と民事会社が合併できるかという類の問題等が生じた。
このため、明治44年法律第73号による商法改正により、商法42条2項として「営利ヲ目的トスル社団ニシテ本編ノ規定ニ依リ設立シタルモノハ商行為ヲ為スコトヲ業トセサルモ之ヲ会社ト看做ス」との条文が、商法に追加された。また、この時の改正により、商法典に285条ノ2が追加され、民事会社の行為についても商行為の規定が準用されることになった（準商行為）。この改正により、民事会社についても、商法に規定する会社に関する規定が直接適用されることが明らかになる。
しかし、この改正によって民事会社が商法に規定する商人と言えるようになったか否かについては、相変わらず疑義があった。そのため、昭和13年法律第72号による商法改正により、4条2項が追加され、民事会社についても商法にいう商人と擬制されることになった（いわゆる擬制商人）。また、同時期に制定された有限会社法（昭和13年法律第74号）では、有限会社の定義に関して、「商行為其ノ他ノ営利行為ヲ為スヲ業トスル」ことを要素としており、制定当初から商事会社と民事会社との区別をしなかった。
これらの法改正により、商事会社も民事会社も、商法上同じ規律を受けることになったため、両者を区別する実益はほとんどなくなっていたが、商法の規定上は一応区別されていたため、講学上の概念としては存続していた。

## 会社法制定に伴う扱いの変更
会社法（平成17年法律第86号）の制定により、商法中の会社に関する規定は削除され、会社法により規律されることになった。
会社法では、会社がその事業としてする行為及びその事業のためにする行為は、それが商法501条及び502条に列挙されている行為か否かにかかわらず商行為とされている（会社法5条）。そして、商法4条1項は、自己の名をもって商行為をすることを業とする者を商人と定義していることから、通説・判例によれば、商法501条又は502条に列挙されている行為をすることを業とするか否かにかかわらず、商人であるということになる。したがって、従来の商事会社か民事会社かの区別は、会社法上は存在しなくなった。

## 外国法人の認許との関係
もっとも、会社法制定後も、当時の民法36条2項が、認許する外国法人の示し方として「商事会社」と規定していたため、日本の旧来の民事会社に該当する外国法人につき、日本国内でその成立が認許されるかどうかという問題は生じ、民事会社の認許を否定するのであれば商事会社と民事会社を区別する実益がないわけでもなかった。条文上民事会社については認許の対象から外れていたため、民事会社が認許されるためには別途法律又は条約による特別規定が必要になるかが問題になるためである。
しかし、これについても、民法36条2項に規定する「商事会社」は、形式的に見れば狭すぎ、民事会社も含む概念であるとする考え方が支配的であり、そのような見解からすれば、外国法人の認許という点からも民事会社概念を存続させる意味はなかった。
そして、一般社団法人及び一般財団法人に関する法律の制定に伴う民法改正により、認許の対象につき「商事会社」から「外国会社」に変わったため（平成18年法律第50号による改正後の民法35条1項）、外国法人の認許という観点からも、民事会社という概念を維持する実益はなくなったものである。

## 同様の例
同様の例として、船舶がある。商法においては、船舶とは、「商行為ヲ為ス目的ヲ以テ航海ノ用ニ供スルモノ」（商法684条）と定義される。もっとも、船舶法は、「商法第三編ノ規定ハ商行為ヲ為ス目的ヲ以テセサルモ航海ノ用ニ供スル船舶ニ之ヲ準用ス但官庁又ハ公署ノ所有ニ属スル船舶ニ付テハ此限ニ在ラス」（船舶法35条）と規定している。 

## 注
1. ↑  コモン・ローでは伝統的にこのような区別は明確ではない。
2. ↑  商法42条は、昭和13年法律72号による改正により52条に移動
3. ↑  昭和13年法律第72号による改正により523条に移動
4. ↑  その後、民事会社に関する民法35条は、商法中の規定と重複するとの理由により、民法現代語化の際に削除された。
5. ↑  江頭憲治郎『株式会社法』（有斐閣）31頁、最判平成20年2月22日民集62巻2号576号